# Tanja Bühler
Tanja Bühler (* 26. April 1992) ist eine Schweizer Unihockeyspielerin. Sie steht beim Nationalliga-A-Vertreter UHC Kloten-Dietlikon Jets unter Vertrag.

## Karriere

### Verein

#### Red Ants Rychenberg Winterthur
Bühler begann ihre Karriere bei den Red Ants Rychenberg Winterthur. 2009 wurde sie erstmals in einem Pflichtspiel der Red Ants eingesetzt. Den Rest der Saison 2009/10 spielte sie in der U21-Mannschaft. Erst 2011 wurde sie definitiv in das Kader der ersten Mannschaft aufgenommen. In ihrer ersten Nationalliga-A-Saison erzielte sie fünf Tore und einen Assist.
Am 27. April 2017 gab der Verein bekannt, dass die Verteidigerin ihren Vertrag verlängert habe.

#### UHC Kloten-Dietlikon Jets
Am 17. Mai 2018 gab der UHC Kloten-Dietlikon Jets bekannt, dass Bühler von den Red Ants Rychenberg Winterthur zu den Jets stossen werde.

### Nationalmannschaft
Zwischen 2008 und 2010 spielte Bühler für die U19-Unihockeynationalmannschaft der Schweiz. Sie nahm mit der U19 an vier internationalen Turnieren teil.
2012 wurde sie kurzfristig für die Euro Floorball Tour aufgeboten und kam in zwei Partien zum Einsatz. Anschliessend wurde sie vier Jahre nicht mehr aufgeboten. Erst 2016 wurde sie wieder aufgeboten und überzeugte im Kader der Schweiz. 2017 wurde sie zur Qualifikation für die Weltmeisterschaft 2017 aufgeboten. Dort steuerte sie zwei Assists bei.